# Delonovolva aequalis
Delonovolva aequalis är en snäckart som beskrevs av Sowerby 1832. Delonovolva aequalis ingår i släktet Delonovolva och familjen Ovulidae.

## Underarter
Arten delas in i följande underarter:
- D. a. aequalis
- D. a. vidleri